# Hermann Werner Peters
Hermann Werner Peters (geboren am 27. März 1931 in Lüneburg; gestorben am 18. März 1984 in Karlsruhe) war ein deutscher Schriftsteller, bekannt als Autor von Heftromanen, insbesondere Science-Fiction. Er schrieb unter zahlreichen Pseudonymen, namentlich Staff Caine, John Curtis, R. Gordon, Jeff Mescalero, Neil Porter und Bert Stranger, außerdem unter den Verlagspseudonymen Jerry Cotton, G. W. Jones und Ted Scott.

## Leben
Peters wuchs in Heide in Holstein auf, wo er auch das Gymnasium besuchte. Schon auf der Schule erwachte sein Interesse für Astronomie und Science-Fiction. Von etwa 1970 bis 1976 arbeitete er als Redakteur für den Bastei-Verlag, wo er auch die Krimiserie Jerry Cotton betreute.
1962 begann er, für die Science-Fiction-Serie Mark Powers Heftromane zu schreiben, später war er beteiligt an den Serien Ren Dhark und Raumschiff Promet, drei Versuchen, der bekanntesten deutschen SF-Serie Perry Rhodan Konkurrenz zu machen. Neben Science-Fiction schrieb er noch Krimis, unter anderem für die Reihe der Fledermaus Kriminal-Romane.
Als 1975 die Serie Seewölfe, Korsaren der Weltmeere gestartet wurde, gehörte er von Anfang an zu den Autoren und schrieb zwischen 1975 und 1983 unter dem Pseudonym John Curtis über 30 Romane für die Serie. Bis zu seinem Tod schrieb er zusammen mit Manfred Wegener Exposés für die Seewölfe-Taschenbuchserie.
1984 ist Peters im Alter von 52 Jahren verstorben.

## Bibliografie
Die Serien sind nach dem Erscheinungsjahr des ersten Titels geordnet.
Mark Powers
1962–1966 als Staff Caine und Jeff Mescalero
- 12 Der tödliche Ring
- 20 „Zweimal Sunball“
- 23 Sporen der Vernichtung
- 32 Im Zentrum der Galaxis
- 37 Der Entartete der sieben Sonnen
- 42 Die gnadenlose Sonne
- 47 Vergessen auf Thuum
- Jagd auf Tayro (= Utopia Zukunftsroman 496)

Utopia-Großband
1963 als Ted Scott
- 191 Das Vermächtnis der Tyraner

Utopia Zukunftsroman
1965 als Ted Scott und Staff Caine
- 318 Zusammenstoß bei Mira Ceti
- 455 Gewissenlose Strafaktion

Ren Dhark
1966–1969 als Staff Caine
- 15 Überfall vom 8. Planeten
- 24 Todeszone T-XXX
- 27 Verschollen im Raum Pluto
- 28 Experiment Jonas
- 36 Cyborgs an die Front!
- 46 Der Schrott-Planet
- 49 Das Ende des Diktators
- 58 Wo ist Ren Dhark?
- 61 Schweigendes Grauen Cal
- 78 SOS aus dem Spiralarm
- 82 Die Heimat im Nichts
- 95 Kosmischer Abgrund

Raumschiff Promet
1972–1974 als Bert Stranger und Staff Caine
- 09 Das Vermächtnis der Chirr
- 15 Gestrandet auf Suuk
- 22 Raumsprung nach Moran
- 24 Planet der schwarzen Raumer
- 29 Im Todesring der 7 Sonnen
- 35 SOS von Mira Ceti
- 39 In den Fängen des Orff
- 44 Das Geheimnis der Nekroniden
- 48 Die Botschaft der Unheimlichen
- 59 Der Ruf der Agaren
- 65 Katastrophe auf Bankor

Andromeda-/Astro-SF
1972–1974 als Neil Porter, Staff Caine und Jeff Mescalero
- 04 Aktion Gamma
- 43 Kosmische Entscheidung (= Utopia Zukunftsroman455)
- 62 Das Vermächtnis der Tyraner (= Utopia-Großband 191)

Seewölfe, Korsaren der Weltmeere
1975–1983 als John Curtis
- 016 Duell in der Piratenbucht
- 017 Sturmfahrt nach Korea
- 018 Küstenhaie
- 024 In der Falle der Spanier
- 027 Männer in Ketten
- 031 Kap der Dämonen
- 033 Kanonendonner in der Todesbucht
- 036 Karibik-Piraten
- 042 Im Hagel der Breitseiten
- 043 Hafenhyänen
- 045 Feindliche Küste
- 049 Calipu, der Pirat
- 051 Mann über Bord!
- 055 Ein Mann wird kielgeholt
- 071 Rebellen zur See
- 072 Die Schergen der Königin
- 076 Abrechnung vor Tortugas Küsten
- 109 Arkana, die Schlangenpriesterin
- 154 Gekentert
- 173 Nordsee – Mordsee
- 180 Die Bruderschaft der Freibeuter
- 184 Windstärke 12
- 200 Der Weiße Gott von Bora Bora
- 224 Im Reich der Indras
- 243 Überfall auf die Schlangeninsel
- 244 Die List der Schlangenpriesterin
- 268 Der Tempel der Isis
- 287 Aufbruch der Wikinger
- 313 Die Rache der Roten Korsarin
- 343 Das Ultimatum der Roten Korsarin
- 353 Der Haß der Seminolen
- 356 Der Fluch des Schlangengottes

Fledermaus Kriminal-Roman
als Staff Caine und John Curtis
- 528 Joe Calham erbt die Hölle
- 817 Gestorben wird rund um die Uhr
- 825 Die Mädchenfänger von Zion
- 837 Mr. Nemos Leichenschau